# Elecciones municipales de 2024 en La Serena
Las elecciones municipales de La Serena de 2024 se realizaron el día 27 de octubre de 2024 así como en todo Chile, para elegir a los responsables de la administración local, es decir, de las comunas. En el caso de la capital regional de la Región de Coquimbo, esta eligió a su alcalde y a 10 concejales.
Estas elecciones serán las primeras elecciones municipales realizadas bajo el sistema de inscripción automática y voto obligatorio, luego de la promulgación de la Ley 21524 que restableció el voto obligatorio. Estas elecciones se realizarán paralelamente a las elecciones de gobernadores y consejeros regionales de la región, cargos creados por la Ley 21073 de 2018, y que fueron elegidos por primera vez en 2021 y 2013, respectivamente.

## Antecedentes
En caso de que los partidos o coaliciones políticas realicen primarias legales para definir sus candidatos a alcaldes, éstas se realizaron el vigésimo domingo anterior al de la fecha de la elección —por lo que se realizarían el 9 de junio—, en conjunto con las eventuales primarias de gobernadores regionales.
En dichas elecciones se retomó la tradición de que las elecciones municipales se realicen cada cuatro años luego de la postergación de las elecciones de 2020 a mayo de 2021 producto de la pandemia de COVID-19. La Ley 21324 que postergó las elecciones desde abril a mayo de 2021, establece también que se prorrogaba el mandato de los alcaldes y concejales en ejercicio a la fecha de publicación de la presente reforma constitucional hasta el 28 de junio de 2021; por lo tanto, los nuevos concejales y alcaldes salientes en 2024 habrán tenido una duración de solamente tres años.

## Definición de candidaturas

### Chile Vamos
A 20 días del vencimiento del plazo para inscribir candidatos en las elecciones primarias de alcaldes y concejales, el escenario político en La Serena mostraba tensiones al interior de Chile Vamos. Renovación Nacional promovía a la concejala Daniela Norambuena como su candidata, mientras Marcelo Telias, exmilitante de RN y apoyado por Evópoli, optaba por postular como independiente. La UDI, por su parte, respaldaba a Víctor Hugo Castañeda. Sin embargo, la opción de realizar primarias era incierta debido a su costo y baja convocatoria esperada.
El 9 de abril era la fecha límite para inscribir candidatos, y tras intensos debates, se descartaron las primarias como método de selección. En su lugar, se decidió realizar una encuesta interna, lo que generó descontento en sectores de Evópoli y RN.  Telias expresó su desacuerdo con esta metodología, calificándola como carente de transparencia, y anunció que reuniría firmas para participar en la elección de manera independiente.
Hacia finales de mayo, la encuesta posicionó a Daniela Norambuena como la candidata única de Chile Vamos, dejando fuera a Castañeda y consolidando su liderazgo en la coalición.  Norambuena destacó su preparación para asumir el desafío, basando su propuesta en pilares como la seguridad, el ordenamiento territorial y la infraestructura. Mientras tanto, Telias mantuvo sus críticas hacia la coalición, acusándola de prácticas desleales y falta de consideración hacia las regiones.
En julio, Chile Vamos oficializó la candidatura de Norambuena, destacando su experiencia como concejala y su enfoque en la recuperación de La Serena. Sus propuestas incluyeron la mejora de los espacios públicos y la implementación de políticas innovadoras. Aunque la designación de Norambuena trajo estabilidad a la coalición

### PC, FA, Socialismo Democrático y Democracia Cristiana
El 29 de agosto de 2023, Camilo Araya, concejal del partido Comunes del Frente Amplio, anunció oficialmente su candidatura a la alcaldía de La Serena. El evento tuvo lugar durante una ceremonia que marcaba la integración de militantes de Unir al partido Comunes. Araya fue proclamado como candidato por diversas comunidades locales, desde Comunes, el presidente regional, Juan Rodrigo Gómez, expresó pleno respaldo a su candidatura, calificándola como la más preparada para enfrentar los desafíos de La Serena. 
En enero de 2024, el Partido Comunista confirmó la candidatura de Rayén Pojomovsky a la alcaldía durante la Fiesta de los Abrazos, realizada en el parque Pedro de Valdivia. La proclamación destacó la gestión de Pojomovsky como concejala, caracterizada por su trabajo cercano con comunidades y sectores culturales de La Serena. La decisión contó con el respaldo del senador Daniel Núñez y la diputada Nathalie Castillo, quienes resaltaron su energía y compromiso con una gestión participativa y democrática. 
En tanto, Ernesto Velasco, figura destacada del Partido Radical y ex secretario general de la corporación municipal Gabriel González Videla, renunció a su cargo en enero de 2024 para explorar su candidatura a la alcaldía. Velasco indicó que la decisión no era un acto unipersonal, sino una expresión de los acuerdos colectivos dentro de su partido. En junio de 2024, el Partido Socialista formalizó su apoyo a Velasco, subrayando la necesidad de unidad entre las fuerzas progresistas. El diputado Daniel Manouchehri enfatizó que Velasco representaba una opción sólida para liderar un cambio positivo en la comuna. 
En abril de 2024, Mauricio Ibacache, independiente apoyado por el PPD y conocido por su trayectoria como director de la Orquesta Sinfónica de La Antena, anunció su participación en las primarias del oficialismo. Ibacache expresó su intención de "liderar un renacer de La Serena", centrando sus propuestas en la cultura, el deporte y el turismo como pilares del desarrollo comunal. El lanzamiento de su campaña destacó tanto su trayectoria cultural como su visión para enfrentar los desafíos estructurales de la ciudad. 
El mismo mes, la Democracia Cristiana se retiró del proceso de primarias. A través de un comunicado, la colectividad explicó que su candidata, Rosana Adaros, declinó continuar en la contienda por razones personales, lo que dejó a la DC fuera del proceso para definir al representante del pacto oficialista. 
Finalmente, las fuerzas políticas de la Alianza de Gobierno y la Democracia Cristiana pactaron primarias municipales a realizarse en junio de 2024 bajo la coalición electoral Contigo Chile Mejor lo que consolido el compromiso de las fuerzas progresistas con un proceso democrático para elegir a su candidato. Entre los postulantes se encontraban Camilo Araya (Frente Amplio), Rayén Pojomovsky (PC), Ernesto Velasco (PR) y Mauricio Ibacache (Ind.-PPD). Este proceso reflejó los esfuerzos por construir una propuesta unitaria capaz de enfrentar a los candidatos de la derecha en las elecciones municipales de octubre. 
El resultado de las primarias municipales de Contigo Chile Mejor de 2024 realizada el 9 de junio fue el siguiente:
| Candidato                   | Partido | Votos | %      | Resultado |
| --------------------------- | ------- | ----- | ------ | --------- |
| Ernesto Velasco Rodriguez   | PR      | 3486  | 36,49% | Nominado  |
| Rayen Pojomovsky Aliste     | Ind-PC  | 2076  | 21,73% |           |
| Mauricio Ibacache Velásquez | Ind-PPD | 1934  | 20,24% |           |
| Camilo Araya Plaza          | COM     | 1520  | 15,91% |           |
| Rosana Adaros Pasten        | PDC     | 538   | 5,63%  |           |

## Candidatos
| Nombre              | Apoyos políticos             | Candidatura | Eslogan                            |
| ------------------- | ---------------------------- | --- | ---------------------------------- |
| Ana María Iturralde | Izquierda Ecologista Popular | Candidata independiente bajo la lista Izquierda Ecologista Popular. Abogada de la Universidad Católica de Valparaíso y pintora. Fundadora y directora de la Fundación Educación Cívica. Se presenta por primera vez a una elección. | La Serena te cuida                 |
| Andrea Guzmán       | Partido Social Cristiano     | Candidata independiente con cupo del Partido Social Cristiano. Abogada de la Universidad Bernardo O'Higgins. Directora de la Fundación Amacruz, dedicada al tratamiento de víctimas de abuso. Se postuló previamente en 2017 y 2021 como diputada independiente por el distrito 5 de la Región de Coquimbo, sin resultar electa.            | Por el renacer de La Serena        |
| Ernesto Velasco     | Contigo Chile Mejor          | Militante y expresidente del Partido Radical, candidato por el mismo partido que presidió entre 2014 y 2018. Profesor de historia y geografía, ex intendente de la Región Metropolitana, y ex director de Chiledeportes. Se ha postulado en cuatro ocasiones como diputado y una como senador por distintos distritos, sin resultar electo. | La Serena tiene que cambiar        |
| Juan Carlos Thenoux | Partido de La Gente          | Publicista y creador del canal regional Thema Televisión. Fue concejal de La Serena entre 2012 y 2021 y candidato a alcalde en 2021. Anuncia su candidatura sin pacto político. | La Serena renace con Thenoux       |
| Daniela Norambuena  | Chile Vamos                  | Militante de Renovación Nacional, Ingeniera agrónoma de la Universidad de La Serena, concejala de La Serena desde 2021. Exgobernadora provincial de Elqui (2018-2019). Se presenta bajo el pacto Chile Vamos. | ¡A la segura!                      |
| Marcelo Telias      | Independiente                | Ingeniero comercial de la Universidad Pedro de Valdivia. Fue seremi de Bienes Nacionales y seremi de Desarrollo Social por la Región de Coquimbo. Postula sin pacto político. | Somos mas los que creemos          |
| Elizabeth Fredes    | Independiente                | Abogada de la U. del Desarrollo, fundadora de la Fundación Americana del Autismo (Fada). Se dedica a la terapia y educación de niños con autismo. Se presenta como candidata independiente sin pacto político. | Pintemos La Serena color esperanza |
| Pablo Yáñez         | Independiente                | Exconcejal de La Serena (2012-2021), se postuló como candidato a diputado por la Democracia Cristiana en 2021 sin resultar electo. Se presenta como candidato independiente a la alcaldía. | ¡Cuenta conmigo!                   |
| Félix Velasco       | Independiente                | Gestor cultural y concejal de La Serena. Ha trabajado como conductor y productor en radios y ha sido árbitro de fútbol femenino. En 2016 se postuló como concejal sin resultar electo. | La Serena vuelve a brillar         |
| Pamela Caimanque    | Independiente                | Trabajadora social, concejala de La Serena. Se presenta como candidata independiente sin pacto político. | La Serena florece                  |
| Mariela Parada      | Independiente                | Administradora de empresas. Se presenta como candidata independiente sin pacto político. | Unica voz 100% independiente       |

## Resultados

### Alcalde
|  | 20,47 % |

|  | 17,15 % |

|  | 15,63 % |

|  | 13,73 % |

|  | 10,27 % |

|  | 10,22 % |

|  | 4,85 % |

|  | 2,62 % |

|  | 2,39 % |

|  | 1,55 % |

|  | 1,12 % |

### Concejales
| Candidatura     | Candidatura | Votos   | %                               | Concejales                      |
| --------------- | --- | ------- | ------------------------------- | ------------------------------- |
|                 | Contigo Chile Mejor - Por Chile, Seguimos (AH, PC, FA) - Verdes Liberales Por Una Comuna Segura (FREVS) - Chile Mucho Mejor (DC, PPD, PS) - Partido Radical | 55 805  | 46,07                           | 5                               |
|                 | Chile Vamos - Renovación Nacional - Unión Demócrata Independiente - Evolución Política                                                                      | 25 924  | 21,04                           | 3                               |
|                 | Partido Republicano | 18 230  | 15,05                           | 2                               |
|                 | Partido de la Gente | 6195    | 5,11                            | 0                               |
|                 | Centro Democratico | 5912    | 4,88                            | 0                               |
|                 | Partido Social Cristiano | 5098    | 4,21                            | 0                               |
|                 | Izquierda Ecologista Popular | 3974    | 3,28                            | 0                               |
| Votos en blanco | Votos en blanco | 19 405  |                                 |                                 |
| Votos válidos   | Votos válidos | 121 138 | 100,00                          | 10                              |
| Votos nulos     | Votos nulos | 27 329  | Participación: \| \| 72,16 % \| | Participación: \| \| 72,16 % \| |
| Votantes        | Votantes | 167 872 | Participación: \| \| 72,16 % \| | Participación: \| \| 72,16 % \| |
| Electores       | Electores | 197 784 | Participación: \| \| 72,16 % \| | Participación: \| \| 72,16 % \| |
|                 | 72,16 % |         |                                 |                                 |